# No Silence
No Silence è il quinto album in studio del DJ tedesco ATB, pubblicato nel 2004.

## Tracce
1. Marrakech – 4:22 (testo: Tiff Lacey)
2. Ecstasy – 4:21 (testo: Tiff Lacey)
3. The Autumn Leaves – 5:42 (testo: Michal The Girl)
4. Here with Me – 5:12 (testo: Tiff Lacey)
5. Black Nights – 5:02 (testo: Madelin Zero)
6. Mysterious Skies – 5:30
7. Collides with Beauty – 5:49 (testo: Madelin Zero)
8. Sun Goes Down – 4:07 (testo: Ken Harrison)
9. After the Flame – 6:02 (testo: Roberta Carter Harrison)
10. IntenCity – 5:26
11. Eternal Swells – 5:14 (testo: Roberta Carter Harrison)
12. Wait for Your Heart – 5:16 (testo: Roberta Carter Harrison)
13. Circular Symetry – 5:38